# IHF-Pokal 1983/84
Der IHF-Pokal 1983/84 war die 3. Austragung des von der Internationalen Handballföderation eingeführten Wettbewerbs, an dem 22 Handball-Vereinsmannschaften aus 22 Ländern teilnahmen. Diese qualifizierten sich in der vorangegangenen Saison in ihren Heimatländern für den Europapokal. Im Finale setzte sich der TV Großwallstadt gegen Gladsaxe/HG aus Dänemark durch. Mannschaften aus Polen, Rumänien, der Sowjetunion und der DDR nahmen am Wettbewerb, auf Grund der Vorbereitung zu den Olympischen Spielen 1984 in Los Angeles nicht teil.

## 1. Runde
|                      | Gesamt  |                      | Hinspiel | Rückspiel |
| -------------------- | ------- | -------------------- | -------- | --------- |
| UHK Krems            | 47:37   | HB Dudelange         | 23:19    | 24:18     |
| USM Gagny            | 43:44   | HC Rovereto          | 27:22    | 16:22     |
| Lewski/Spartak Sofia | [ 1 1 ] | İTÜ Istanbul         | :        | :         |
| Panellinios Athen    | 38:59   | Maccabi Tel Aviv     | 20:26    | 18:33     |
| Oppsal IF Oslo       | 46:42   | HV Sittardia Sittard | 18:17    | 28:25     |
| HB Liverpool         | [ 1 2 ] | FH Hafnarfjörður     | :        | :         |

1. ↑   İTÜ Istanbul kam kampflos weiter
2. ↑   FH Hafnarfjörður kam kampflos weiter

Durch ein Freilos zogen TV Großwallstadt, Lokomotíva Trnava, Bányász Tatabánya, Ystads IF, BM Granollers, BSV Bern, FC Kiffen 08 Helsinki, Gladsaxe/HG, RK Roter Stern Belgrad und Avanti Lebbeke direkt in das Achtelfinale ein.

## Achtelfinale
|                        | Gesamt |                  | Hinspiel | Rückspiel |
| ---------------------- | ------ | ---------------- | -------- | --------- |
| TV Großwallstadt       | 65:32  | İTÜ Istanbul     | 33:16    | 32:16     |
| Maccabi Tel Aviv       | 35:79  | FH Hafnarfjörður | 19:35    | 16:44     |
| Lokomotíva Trnava      | 50:49  | UHK Krems        | 36:22    | 14:27     |
| Bányász Tatabánya      | 53:46  | Ystads IF        | 32:18    | 21:28     |
| BM Granollers          | 55:46  | HC Rovereto      | 29:23    | 26:23     |
| Oppsal IF Oslo         | 38:39  | BSV Bern         | 18:16    | 20:23     |
| FC Kiffen 08 Helsinki  | 34:57  | Gladsaxe/HG      | 16:27    | 18:30     |
| RK Roter Stern Belgrad | 54:37  | Avanti Lebbeke   | 30:24    | 24:13     |

## Viertelfinale
|                   | Gesamt |                        | Hinspiel | Rückspiel |
| ----------------- | ------ | ---------------------- | -------- | --------- |
| BM Granollers     | 40:50  | Lokomotíva Trnava      | 23:21    | 17:29     |
| Gladsaxe/HG       | 47:43  | BSV Bern               | 23:14    | 24:29     |
| Bányász Tatabánya | 53:46  | FH Hafnarfjörður       | 35:27    | 20:19     |
| TV Großwallstadt  | 53:41  | RK Roter Stern Belgrad | 28:16    | 25:25     |

## Halbfinale
|                   | Gesamt |                  | Hinspiel | Rückspiel |
| ----------------- | ------ | ---------------- | -------- | --------- |
| Bányász Tatabánya | 43:44  | TV Großwallstadt | 23:22    | 20:22     |
| Lokomotíva Trnava | 39:42  | Gladsaxe/HG      | 22:25    | 17:17     |

## Finale
Das Hinspiel fand am 25. März 1984 in Kopenhagen und das Rückspiel am 1. April 1984 in der Elsenfelder Rudolf-Harbig-Halle statt.
|             | Gesamt |                  | Hinspiel | Rückspiel |
| ----------- | ------ | ---------------- | -------- | --------- |
| Gladsaxe/HG | 34:36  | TV Großwallstadt | 15:16    | 19:20     |